# 釜澤剛璽
釜澤 剛璽（かまさわ ごうじ、1978年11月7日 - ）は、日本の起業家、実業家。FUTUREFLIGHTグループの創業者および代表取締役社長。
主に困難者支援（福祉・医療分野）に携わる社会起業家として知られる。

## 経歴
北海道出身。1999年に産業能率大学(短期大学部)・札幌情報専門学校を卒業後、IT関連企業に就職。サーバー提供、ウェブサイト制作、コンサルティング業務に従事した後、夕張市の財政破綻時に同市のホームページ制作やIT支援業務に携わった経験に基づき、2012年にFUTUREFLIGHTグループ（以下、FFグループ）を設立。多様な背景を持つ人々の就労を支援するようになる。2016年には法政大学へ３年次編入したが、2019年に中途退学している。

## 事業内容
FFグループは、障がい者、シングルマザー、ヤングケアラー、出所者、生活困窮者など、社会的困難を抱える人々の雇用・生活支援を行うことを目的としている。企業活動の一環として、就労支援、薬物依存症からの回復サポートや、生活困窮者への食料支援などを行い、ダイバーシティ・インクルージョン社会の実現を目指す「社会的企業」の構築に取り組んでいる。
また2023年には東京証券取引所が創設した「カーボン・クレジット市場」に参加し、環境と福祉を融合させた社会貢献型ビジネスの展開も行っている。